# Prisão de Michel Temer

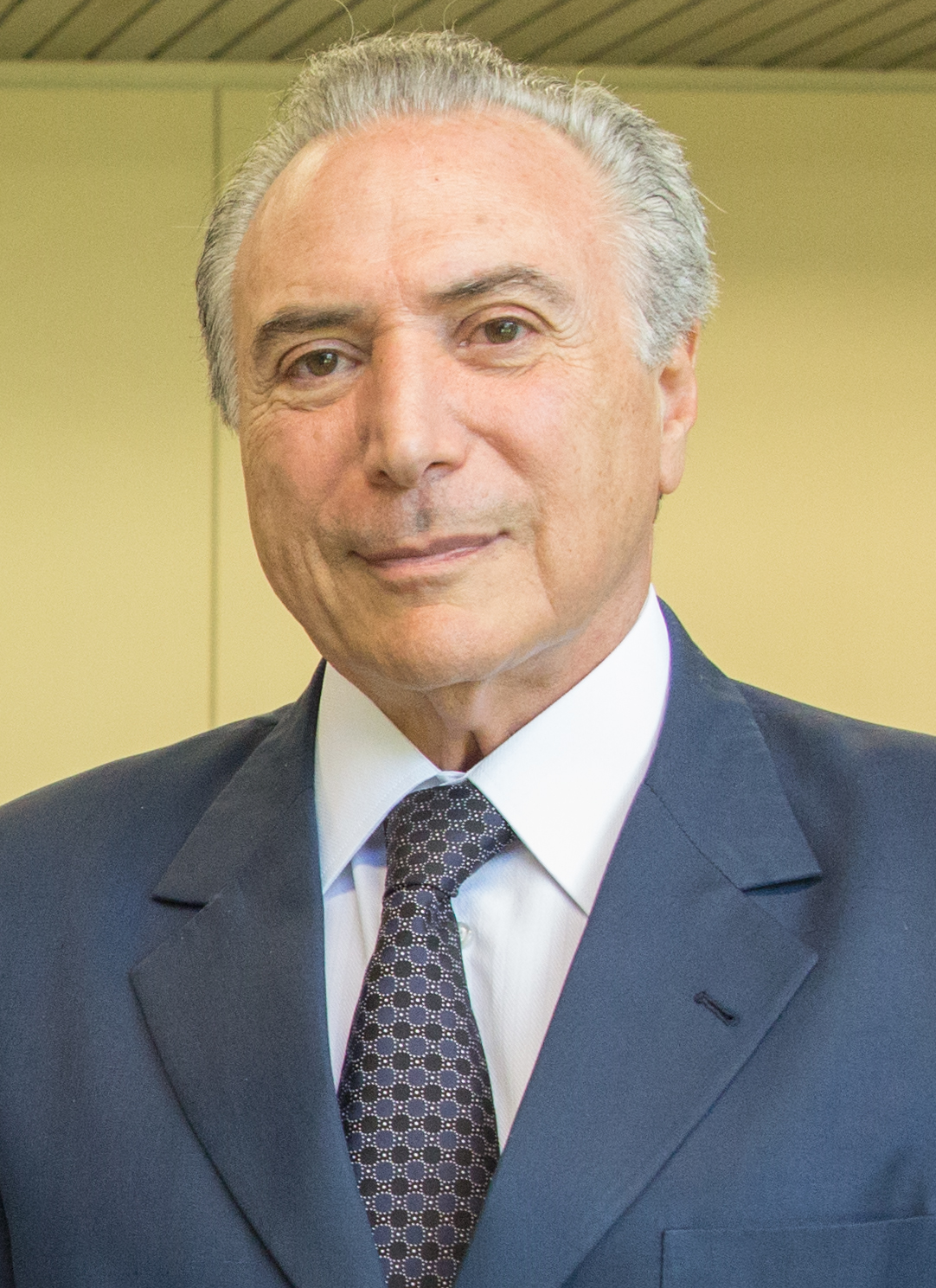
Michel Temer em janeiro de 2014

A prisão de Michel Temer ocorreu em 21 de março de 2019, em cumprimento de mandado expedido pelo juiz Marcelo Bretas, da 7ª Vara Federal Criminal do Rio de Janeiro, dentro da Operação Descontaminação, desmembramento da Operação Radioatividade, no âmbito da Operação Lava Jato, no estado. Também foi preso Moreira Franco, o ex-ministro de Minas e Energia no governo Temer. Em 8 de maio de 2019, a 1ª Turma do Tribunal Regional Federal da 2ª Região (TRF-2) decidiu, por dois votos a um, pela revogação do habeas corpus do ex-presidente e com isso ele volta para a prisão. Depois, o STJ concede, por unanimidade, habeas-corpus.

## Contexto
Michel Temer foi o segundo ex-presidente da República a ser preso pela suposta prática de crime comum. Ele foi levado pelos policiais federais ao Aeroporto de Guarulhos e foi para o Rio de Janeiro, onde permaneceu preso. A investigação tem como base as delações de José Antunes Sobrinho, empresário ligado à Engevix, e do corretor Lúcio Funaro.
A prisão de Temer decorreu de investigações após delação premiada do empresário José Antunes Sobrinho, no âmbito da Operação Pripyat, um dos desdobramentos da Lava Jato. Segundo a acusação, Temer havia cometido delitos de corrupção ativa, corrupção passiva e lavagem de dinheiro envolvidos em negações de contratos da Eletronuclear com a empresa Engevix.
No dia 22 de março de 2019, Bretas decidiu manter o ex-presidente preso em resposta ao ofício do desembargador federal Ivan Athié, pois no dia anterior a defesa de Temer protocolou no Tribunal Regional Federal da 2ª Região (TRF-2) um habeas corpus com pedido de liminar. O julgamento aconteceria na quarta-feira (27) pela 1ª turma do TRF-2, mas foi retirado de pauta. Bretas ainda criticou o documento protocolado pela defesa.

## Repercussão
Em nota oficial o MDB, partido de Temer e de Moreira Franco, criticou as prisões afirmando que "lamenta a postura açodada da Justiça" e que estas ocorrem "à revelia do andamento de um inquérito em que foi demonstrado que não há irregularidade por parte do ex-presidente da República Michel Temer e do ex-ministro Moreira Franco". O ex-ministro Carlos Marun declarou ter certeza de que se trata de uma "prisão ilegal" e de ser "mais um triste caso de exibicionismo judicial".
Pelo Twitter, no mesmo dia da prisão, o ex-presidente Lula criticou a prisão de Michel Temer, pois para ele a força-tarefa estaria tentando “desviar a atenção do descrédito em que estava caindo” e também do fundo de 2,5 bilhões reais, que seria originário de um acordo com os Estados Unidos. O Partido dos Trabalhadores também reagiu a prisão, em nota assinada pela presidente do partido, Gleisi Hoffmann, e pelos líderes da sigla no Senado, Humberto Costa, e na Câmara, Paulo Pimenta, dizendo esperar que o ocorrido não seja "apenas por especulações e delações sem provas, como ocorreu no processo do ex-presidente Lula" e contra dirigentes do PT.
A determinação judicial que resultou na prisão do ex-presidente foi alvo de críticas por parte de juristas, que apontaram inconsistências. Em 25 de março de 2019, o desembargador Antonio Ivan Athié, do Tribunal Regional Federal da 2ª Região, concedeu habeas corpus a todos os presos pela Operação Radioatividade, afirmando que, no caso de Temer, a razão principal alegada por Bretas para prendê-lo "simplesmente não existe."

## Soltura
Em 25 de março de 2019, sob a decisão do desembargador Antonio Ivan Athié, do Tribunal Regional Federal da 2ª Região, foi determinada a soltura de Temer. O desembargador discorreu na decisão que aconteceu "caolha interpretação" e que a prisão foi fundamentada em "suposições de fatos antigos, apoiadas em afirmações do órgão acusatório, ao qual não se nega - tem feito um trabalho excepcional, elogiável, no combate à corrupção em nosso país".

## Retorno à prisão
Em 8 de maio de 2019, o TRF-2 derrubou o habeas corpus e Temer retorna a prisão, além do sócio da Argeplan João Baptista Lima Filho (Coronel Lima). O ex-ministro Moreira Franco e os outros cinco acusados tiveram o habeas corpus mantido por unanimidade no tribunal.
Em 9 de maio de 2019, a juíza Caroline Figueiredo expediu o mandato contra Temer e o mesmo se entregou voluntariamente pouco antes das 15 horas do mesmo dia na sede da Superintendência da Polícia Federal em São Paulo. O político considera a decisão do TRF-2 "inteiramente equivocada sob o foco jurídico".
O advogado de Temer e do Coronel Lima, Eduardo Carnélos, classificou a determinação do tribunal como "injusta" e recorreu ao Superior Tribunal de Justiça.

## Nova soltura
Em 14 de maio de 2019, por unanimidade, a Sexta Turma do STJ decidiu provisoriamente conceder o habeas corpus e soltar Temer, além do ex-assessor e amigo pessoal João Baptista Lima Filho. A prisão do ex-presidente foi substituída por medidas cautelares, como proibição de manter contato com outros investigados, entregar passaporte e bloqueio dos bens até o limite de sua responsabilidade.